# مشكه-خواجه (أذربيجان)
مشكة خواجه(بالأذرية: Məckəxacə، بالتركية: Məçkə-Xacə، بالشيشانية: Маьчкаь-хасаь، بالفارسية: مچکه-خواجه) هي قرية في بلدية روستوف (أذربيجان) في مقاطعة قوبا في أذربيجان.